# Probezzia manshurica
Probezzia manshurica är en tvåvingeart som beskrevs av Remm 1993. Probezzia manshurica ingår i släktet Probezzia och familjen svidknott. Inga underarter finns listade i Catalogue of Life.